# Taraxacum ungulatum
Taraxacum ungulatum — вид рослин з родини айстрових (Asteraceae), поширений у Молдові, Україні, північній Європі.

## Поширення
Поширений у Молдові, Україні, північній Європі.